# Ylivoimainen
Ylivoimainen è un singolo del gruppo musicale finlandese Kuumaa, pubblicato il 18 gennaio 2023 come quarto estratto dal secondo album in studio Hyvikset ja pahikset.

## Promozione
L'11 gennaio 2023 è stato annunciato che con Ylivoimainen i Kuumaa avrebbero preso parte a Uuden Musiikin Kilpailu, il programma di selezione del rappresentante finlandese all'annuale Eurovision Song Contest. Il singolo è stato pubblicato in digitale il successivo 18 gennaio. All'evento, che si è tenuto il 25 febbraio 2023, si sono classificati al 5º posto su 7 partecipanti, arrivando terzi nel voto della giuria e quinti nel televoto.

## Tracce
Testi e musiche di Johannes Brotherus, Aarni Soivio e Jonttu Luhtavaara.
1. Ylivoimainen – 3:00

## Classifiche

### Classifiche settimanali
| Classifica (2023) | Posizione massima |
| ----------------- | ----------------- |
| Finlandia         | 1                 |

### Classifiche di fine anno
| Classifica (2023) | Posizione |
| ----------------- | --------- |
| Finlandia         | 2         |